# Au pair
Au pair (francuski „u rangu, na istoj razini”)  program je kulturne razmjene, posebno popularno među mladim ljudim (osobito curama/ženama) koji žive kao vrsta dadilje kod obitelji u inozemstvu. Pomažu obitelji oko čuvanja djece i lakših kućanskih poslova. Au Pair djevojka dobiva tjedni džeparac, smještaj (vlastitu sobu) i prehranu kao ostali članovi obitelji.
Tamo usavršavaju znaje stranog jezika upoznavaju kulturu zemlje domaćina. Imaju svoje vlastite sobe i pomazu obitelji pri skrbi o djeci i kućanstvu.
Program postoji gotovo pedeset godina u Sjedinjenim Američkim Državama i Zapadnoj Europi.
Au pair možete ovisno o dogovoru s obitelji biti nekoliko mjeseci do godine dana ili duže.

## Općenito
Boravak kao au pair pruža mladima ljudima s malo novca mogućnost upoznavanja drugih jezika i kultura. 
Boravak kao au pair potiče između ostalog
- Proširenje vlastitog iskustva horizontu
- Poboljšanje znanja stranih jezika
- Iskustvo u radu s djecom i financijsko upravljanje

Odgovornosti: 
- probuditi djecu,
- hrani i vodi djecu u/iz škole.
- pomoći kod pisanja domaće zadaće,
- igrati se s djecom,
- Idu s djecom primjerice u park, vrtićie i druge aktivnosti
- pripremati jednostavna jela za djecu
- oprati i ispeglati odjeću,
- zadržati kuhinju urednom i čistom, dobro pomesti i oprati podove,
- obavljati osnovne kupovinu.

## Vanjske poveznice
- International Au Pair Association - Službena stranica
- Au Pair u Americi  Arhivirana inačica izvorne stranice od 17. rujna 2016. (Wayback Machine)
- http://katedra.hr/2015/12/23/dadilje-i-au-pair/  Arhivirana inačica izvorne stranice od 15. rujna 2016. (Wayback Machine) Što je Au Pair? ]
- Au Pair Program Njemačka  Arhivirana inačica izvorne stranice od 16. rujna 2016. (Wayback Machine)